# Sony Xperia M2
Il Sony Xperia M2 è uno smartphone 4G LTE Android prodotto da Sony che è stato presentato il 24 febbraio 2014 al Mobile World Congress a Barcellona in Spagna. L'Xperia M2 è il successore del Sony Xperia M con un processore più veloce ed una fotocamera migliorata.

## Specifiche tecniche

### Hardware
L'Xperia M2 offre un display di 4.8" QHD con una risoluzione di 960x540 pixel ed una densità di 229 ppi. È dotato di una fotocamera da 8 megapixel con HDR e registrazioni video a 1080p. L'Xperia M2 dispone anche di un processore quad core Qualcomm Snapdragon 400 a 1.2 GHz, una batteria da 2300 mAh, 1GB di RAM ed 8GB di memoria interna espandibile tramite microSD fino a 32GB. Lo smartphone pesa 148g, e misura 138.7 x 7.11 x 8.6 mm.

### Software
- Android 4.3 JellyBean, aggiornabile ad Android 4.4 KitKat.
- NFC, Wi-Fi e Bluetooth[4][5][6][7]

## Varianti
| Nome           | Codename                   | Modello | Note  |
| -------------- | -------------------------- | ------- | ----- |
| Xperia M2      | Eagle Rita SS 1258         | D2305   | [ 8 ] |
| Xperia M2      | Eagle Gina SS 1,3,5,7,8,20 | D2303   | [ 8 ] |
| Xperia M2      | Eagle Rex SS 4,7,17        | D2306   | [ 8 ] |
| Xperia M2      | Eagle Rex T SS 4,7,17      | D2316   | [ 8 ] |
| Xperia M2 Dual | Eagle Rita DS 1258         | D2302   | [ 8 ] |